# Presunto de Oesling
Éisleker  ou Jambon d'Oesling, literalmente presunto de Oesling, é uma especialidade da região de Oesling, no norte de Luxemburgo, que é produzido a partir do pernil suíno. Tradicionalmente, ele era preparado marinando os presuntos em ervas e vinagre durante vários dias, depois eram pendurados em uma chaminé por longos períodos para defumação. Hoje a carne é curada em salmoura, durante duas semanas, e colocada em um defumador alimentados a partir lenha de faia e de carvalho por cerca de uma semana. O presunto de Oesling é protegido sob regulamentos da UE como tendo indicação geográfica protegida.
Éisleker é geralmente servido frio, em fatias bem finas, com batatas frias, salada e pão fresco ou em pequenas fatias espalhadas sobre um pão, num tipo de sanduíche aberto conhecido como Hameschmier.